# Capatárida (paroisse civile)
Pour les articles homonymes, voir Capatarida.
Capatárida est l'une des six paroisses civiles de la municipalité de Buchivacoa dans l'État de Falcón au Venezuela. Sa capitale est Capatárida, chef-lieu de la municipalité.

## Géographie

### Démographie
Hormis sa capitale Capatárida, également chef-lieu de la municipalité, la paroisse civile comporte plusieurs localités, dont :
- Capatárida
- La Quietud
- Pure
  - Pure Afuera
- San Pedro
- Santa Rosa
- Sividigua
- Zamurito